# Sarah Vaughan (scrittrice)
Sarah Hall, nota con lo pseudonimo di Sarah Vaughan (1972), è una scrittrice e giornalista britannica.

## Biografia
Nata Sarah Hall, è cresciuta a Exeter, ha compiuto gli studi al Brasenose College di Oxford e nel 1997 è entrata a far parte della redazione del Guardian dove è rimasta fino al 2008 lavorando prima come giornalista e poi come corrispondente politica.
Nel 2014 ha esordito nella narrativa con il romanzo Il sapore sconosciuto dell'amore usando il nom de plume di "Sarah Vaughan" e in seguito ha pubblicato altri 3 romanzi.
Nel 2022 il suo romanzo Anatomia di uno scandalo pubblicato 4 anni prima è stato adattato nell'omonima serie televisiva.

## Opere

### Romanzi
- Il sapore sconosciuto dell'amore (The art of baking blind, 2014), Milano, Garzanti, 2015 traduzione di Enrica Budetta ISBN 978-88-11-68816-7.
- The farm at the edge of the world (2016)
- Anatomia di uno scandalo (Anatomy of a scandal), Torino, Einaudi, 2018 traduzione di Carla Palmieri ISBN 978-88-06-23415-7.
- Little disasters (2020)

## Adattamenti televisivi
- Anatomia di uno scandalo (2022) serie televisiva antologia sviluppata da David E. Kelley